# بيت تايلور
بيت تايلور (بالإنجليزية: Pete Taylor)‏ هو لاعب كرة قاعدة أمريكي، ولد في 26 نوفمبر 1927 في سيفيرن في الولايات المتحدة، وتوفي في 17 نوفمبر 2003 في أنابولس في الولايات المتحدة.

## وصلات خارجية
- بيت تايلور على موقعبيزبول رفرنس.كوم (الدوري الرئيسي) (الإنجليزية)
- بيت تايلور على موقعبيزبول رفرنس.كوم (الدوري الثانوي) (الإنجليزية)